# Berberis actinacantha
Berberis actinacantha ist eine Pflanzenart aus der Familie der Berberitzengewächse (Berberidaceae). Die Art ist nur in Chile verbreitet und wird dort Michay genannt. 

## Beschreibung

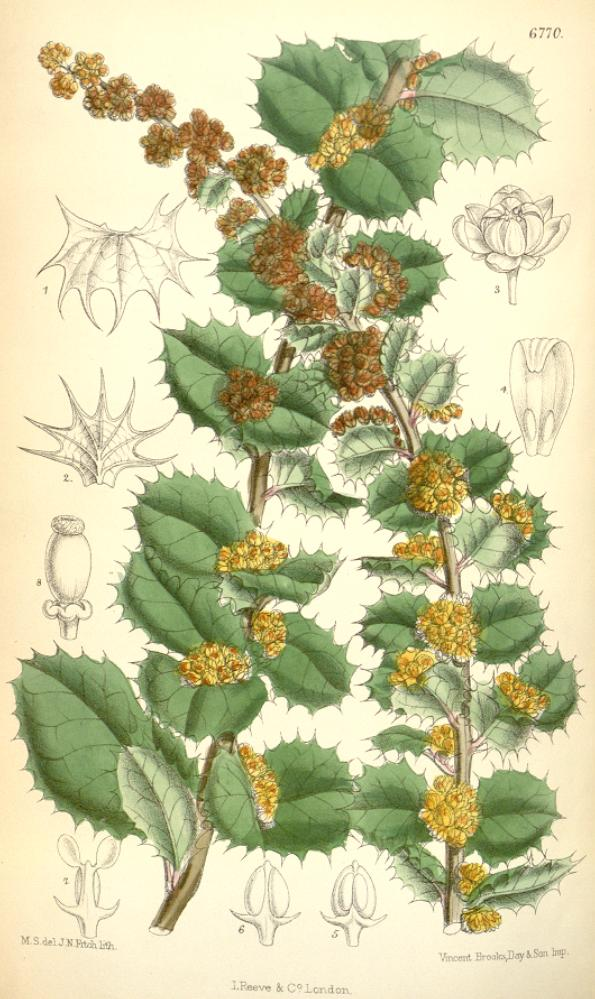
Illustration von Berberis actinacantha
aus Curtis' Botanical Magazine (1884)

Berberis actinacantha ist ein Zwergstrauch, der Wuchshöhen von bis zu 1 Meter erreichen kann. Die Rinde junger Zweige ist grün bis hellgrau oder rötlich-braun gefärbt, glatt oder leicht behaart; bei älteren Zweige weist sie Längsrisse und Kanten auf und ist oft mit zahlreichen schwarzen Punkten übersät. Die Dornen sind blattähnlich oder sternförmig, die drei bis 18 Dornäste können 1 bis 24 Millimeter lang werden.
Die wechselständigen, ledrigen und sitzenden bis gestielten Laubblätter sind rundlich, nierenförmig, elliptisch oder eiförmig bis verkehrt-eiförmig. Sie werden 1,3 bis 5,5 Zentimeter lang und 0,4 bis 4,5 Zentimeter breit, sind spitz bis abgerundet und oft stachelspitzig. Der Blattrand weist bis zu 20 stachelige Zähne an jeder Seite auf. Der Blattstiel kann bis zu 5 Zentimeter lang werden.
Der kurze, sitzende bis gestielte, doldige oder traubige Blütenstand ist bis 3 Zentimeter lang und setzt sich aus bis 14 Blüten zusammen. Die Blüten enthalten üblicherweise 14 Blütenhüllblätter, sind 2 bis 5 Millimeter lang und 3 bis 20 Millimeter lang gestielt. Die kugelförmige Beere ist 5 bis 6 Millimeter lang und enthält ein bis fünf Samen, die 3 bis 5 Millimeter lang sind.
Sie blüht in Chile von August bis November und fruchtet von November bis Dezember.

## Vorkommen
Berberis actinacantha ist in Chile endemisch und kommt von der Región de Antofagasta südwärts bis zur Región de la Araucanía in Höhenlagen zwischen 100 und 1900 m Höhe vor. 

## Systematik
Berberis actinacantha ist eine sehr variable Art; in ihrem Verbreitungsgebiet in Chile können vermutlich verschiedene Varietäten unterschieden werden. Die Beschreibung der Art wurde 1829 veröffentlicht.
Für Berberis actinacantha gibt es verschiedene Synonyme:  
- Berberis crispa Gay
- Berberis florida Phil.
- Berberis congestiflora var. hakeoides Hook.
- Berberis hakeoides (Hook.f.) C.K.Schneid.
- Berberis brachyacantha Phil. ex Reiche
- Berberis variiflora C.K.Schneid.
- Berberis coquimbensis Muñoz